# 214-я штурмовая авиационная дивизия
214-я штурмовая авиационная Керченская дивизия (214-я шад) — соединение Военно-Воздушных сил (ВВС) Вооружённых Сил РККА штурмовой авиации, принимавшее участие в боевых действиях Великой Отечественной войны.

## Наименования дивизии

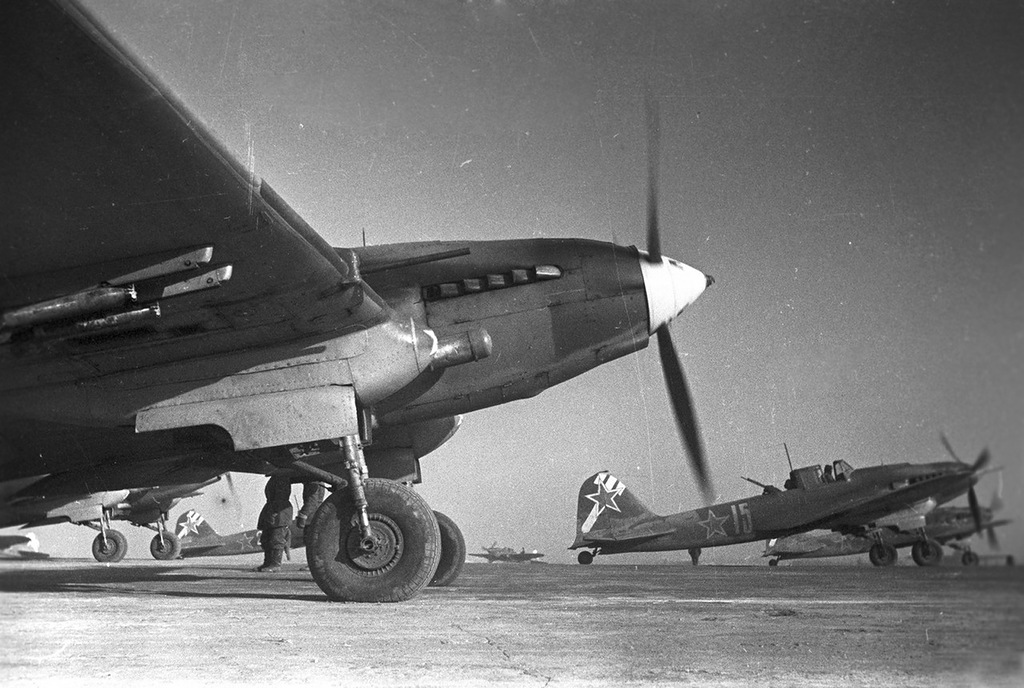
Самолёты-штурмовики Ил-2 вылетают на боевое задание под Сталинградом. Январь 1943 г.

- 214-я штурмовая авиационная дивизия[1];
- 214-я штурмовая авиационная Керченская дивизия[1];
- Войсковая часть (Полевая почта) 15516[1].

## История и боевой путь дивизии
214-я штурмовая авиационная дивизия сформирована в Лопасне Московской (ныне Тульской)области 10 мая 1942 года Приказом НКО СССР № 081 от 5 мая 1942 года. Управление дивизии сформировано на основе кадров ВВС 50-й армии и 5-й ударной группы Резерва Ставки ВГК в составе 1-й воздушной армии Западного фронта. В соответствии с директивой командующего 1-й воздушной армией № 0081 от 8 мая 1942 года в состав дивизии вошли 237-й и 606-й штурмовые полки, имеющие на вооружении самолёты Ил-2 и сформированные по штату 015/156, и 81 отдельная рота связи. Полки не были подготовлены к боевым действиям.
С 20 июня 1942 года распоряжением командующего 1 воздушной армией в состав дивизии вошли 593-й и 594-й штурмовые полки, также имеющие на вооружении самолёты Ил-2 и сформированные по штату 015/156. С 12 августа в состав дивизии вошел 299-й штурмовой авиаполк на самолётах Ил-2.
Действовала на Западном фронте, входила в состав 1-й воздушной армии и действовала на территории Орловской и Брянской областей. К 18 августа 1942 года в дивизии (5 штурмовых полков: 299, 606,237, 594 и 593 шап) оставалось 44 боеготовых летчиков и 29 исправных и 2 неисправных самолёта. В период боевых действий на Западном фронте дивизия выполняла различные боевые задачи. Летом 1942 года в зоне ответственности дивизии противник особой активности не проявлял, занимаясь совершенствованием совей линии обороны, накапливал резервы. Наиболее значимыми событиями в данный период были нанесения удара в районе Жиздры по складам горючего, боеприпасов и военного имущества. Эту боевую задачу дивизия выполняла силами 237 штурмового авиаполка (ведущий старший лейтенант Цыганков).
В начале июля (с 5 по 10) 1942 года дивизия составом 237, 606, 593 и 594 полков выполнили 215 боевыми вылетами авиационную поддержку наступающих частей 16 и 61 армий. При этом было уничтожено до 40 танков, 162 автомашины, 7 бронемашин, 107 повозок, 2 цистерны с горючим, 22 полевых орудия, 4 батареи зенитной и 8 батарей малозенитной артиллерии, до 800 солдат и офицеров. Также был выполнен удар по аэродрому Брянска, где базировалось до 150 самолётов противника. Двумя заходами было уничтожено до 60 самолётов на земле. После перехода Западного фронта в наступление на ржевском направлении дивизия выполняла задачи по воздушной разведке. После прорыва линии нашей обороны в полосе 16-й и 61-й армий дивизия наносила удары по прорвавшимся войскам противника. К исходу 18 августа 1942 года дивизия имела в своем составе 28 исправных самолёта и 44 боеготовых летчиков.
С 31 августа по 7 сентября дивизия в составе 594 и 299 полков вела боевые действия на правом фланге Западного фронта, нанося удары по аэродромам и войскам противника. Всего на Западном фронте дивизия выполнила 828 боевых вылетов с налетом 734 часа 30 минут. Уничтожено и повреждено 193 самолёта, 250 танков, 928 автомашин, 42 полевых орудия, 9 паровозов и 255 вагонов, подавлено 90 зенитных, 85 пулеметных и 50 огневых точек, разрушено 26 блиндажей и ДЗОТов, взорвано 9 складов.
Распоряжением Ставки ВГК № 00273 от 25 октября 1942 года дивизия вышла из состава 1-й Воздушной армии. Управление дивизии и 81-я отдельная рота связи перебазировались на Сталинградский фронт и вошли в состав 2-го смешанного авиационного корпуса Резерва Ставки ВГК. Входившие в состав дивизии 237-й, 299-й, 594-й и 606-й штурмовые авиаполки убыли в состав 1-й запасной авиабригады ВВС Приволжского военного округа на переформирование и доукомплектование.
С 1 ноября 1942 года входила в состав 2-го смешанного авиакорпуса. Приказом Ставки ВГК и 2-го смешанного авиационного корпуса № 001 от 1 ноября 1942 года в состав дивизии вошли 190-й, 618-й и 622-й штурмовые авиаполки на самолётах Ил-2 по штату 015/282. Прибывшие полки имели молодой летный состав без опыта боевых действий. С 7 по 22 ноября полки занимались вводом в строй летного состава. Боевые действия дивизия начала 22 ноября. За период с конца ноября по конец декабря 1942 года дивизия выполнила 1040 боевых вылетов. Уничтожено и повреждено 102 танка, 452 автомашины, 66 повозок, 2 склада ГСМ, 5 складов с боеприпасами и другим имуществом, 130 самолётов на земле и 59 транспортных самолётов в воздухе.
При разгроме котельниковской группировки противника с 22 по 30 ноября 1942 года основная тяжесть борьбы с танками противника легла на дивизию, которую прикрывала 201-я иад. Дивизия наносила мощные удары по танковым частям, артиллерии на огневых позициях, а когда началось отступление войск Манштейна, штурмовала и бомбила бронетанковые и автотранспортные колонны. В результате бомбоштурмовых действий части дивизии уничтожили 845 автомашин с пехотой, 287 танков, 105 полевых орудий и много другой боевой техники.
В период разгрома группировки войск под Сталинградом дивизия наносила удары под Шахтами, Новочеркасском, Ростовом-на-Дону. При нанесении удара по аэродрому в районе Сальска дивизия уничтожила 72 самолёта на земле и 2 самолёта в воздухе на взлете. За весь период боев в Сталинградской битве дивизия перебазировалась 28 раз. Всего за время боев на Сталинградском и Южном фронтах с ноября 1942 года по апрель 1943 года дивизия выполнила 1569 боевых вылетов с налетом 1414 часов 52 минуты. Уничтожено 232 самолёта, 448 танков, 1829 автомашин, 58 полевых и 78 зенитных орудий, 16 минометов и 15 пулеметов, 38 складов, 4 паровоза и 150 вагонов, 11 блиндажей.
С 17 апреля 1943 года дивизия в составе 2-го смешанного авиакорпуса находилась в оперативном подчинении 4-й воздушной армии Северо-Кавказского фронта, её части принимали участие в освобождении Кубани, в Новороссийско-Таманской наступательной операции, в прорыве «Голубой линии» противника и освобождении Таманского полуострова. С 29 апреля дивизия составом 190-го, 618-го и 502-го полков во взаимодействии с 56-й армией на Крымском участке фронта наносила бомбоштурмовые удары по войскам и технике противника, выполняя по 3-4 вылета в день. В результате успешных боевых действий оборона противника была прорвана и войска 56-й армии продвинулись на 20 — 25 км, откинув противника на рубеж Киевское, Молдаванское, Неберджаевская. С 1 ноября 1943 года дивизия, находясь в оперативном подчинении ВВС Черноморского флота выполняла задачи по обеспечению удержания и расширения плацдарма на Керченском полуострове, содействию высадки десанта в районе Эльтигена (Керченско-Эльтигенская десантная операция). Весной 1944 года в ходе Крымской наступательной операции она принимала участие в освобождении Керчи и активно участвовала в освобождении территории Крыма. В мае её части поддерживали наступавшие советские войска при прорыве внешнего обвода Севастопольской обороны и освобождении города.
Всего за период боевых действий Северо-Кавказском фронте с 20 апреля по 25 июля 1943 года дивизия выполнила 2970 боевых вылетов с налетом 2488 часов. Уничтожено 15 самолётов, 24 танка, 269 автомашин, 135 полевых и 68 зенитных орудий, 77 минометов и 70 пулеметов, 2 паровоза, 1 баржу, 104 блиндажа, 32 склада.
Всего с момента формирования дивизия выполнила 5367 боевых вылетов с налетом 4637 часов 23 минуты. Боевые потери составили: 53 летчика, 77 самолётов. Небоевые потери составили: 4 летчика, 5 самолётов. На 25 июля 1943 года дивизия в своем составе имела 140 летчиков, 120 воздушных стрелков и 126 самолётов Ил-2.
С июля 1944 года входила в состав 15-й воздушной армии 2-го Прибалтийского фронта. Участвовала в наступлении на идрицком направлении и в разгроме идрицко-себежской группировки противника. В августе дивизия участвовала в Режицко-Двинской наступательной операции, освобождении городов Режица, Двинск и Рига. Участвовала в боях при попытках прорвать оборону Курляндского котла.
В апреле и мае 1945 года дивизия базировалась на аэроузле Ауце (Латвия): штаб дивизии, 190-й и 622-й шап — Ауце, 502-й шап — Юкшас. 6 мая дивизия перебазировалась на аэродромы: штаб дивизии, 190-й и 502-й шап — Тиркшляй (Литва), 622-й шап — Шеркшненяй. Последний день войны дивизия выполняла задачи 8 мая по живой силе и технике противника на Курляндском полуострове. Дивизия выполнила задачу 96 самолётами Ил-2, сделав 200 боевых вылетов. День победы встретила на аэродромах: штаб дивизии, 190-й и 502-й шап — Тиркшляй (Литва), 622-й шап — Шеркшненяй.
В составе действующей армии дивизия находилась с 26 мая 1942 года по 16 мая 1944 года и с 4 июля 1944 года по 9 мая 1945 года.
В послевоенное время дивизия входила в состав 15-й воздушной армии Прибалтийского военного округа. В связи с сокращением Вооруженных сил после войны 214-я штурмовая авиационная Керченская дивизия в июле 1946 года была расформирована в составе 15-й воздушной армии Прибалтийского военного округа на аэродроме Лиелварде.

## Командир дивизии
| Звание                           | Имя                                   | Период                  | Примечание                                         |
| -------------------------------- | ------------------------------------- | ----------------------- | -------------------------------------------------- |
| Генерал-майор авиации            | Богородецкий Александр Константинович | 26.05.1942 — 05.07.1942 | Исполнял должность заместителя командующего 1-й ВА |
| Полковник, Генерал-майор авиации | Рубанов Степан Ульянович              | 22.07.1942 — 13.06.1944 | назначен командиром 1-го сак                       |
| Полковник                        | Обухов Алексей Филлипович             | 30.07.1944 — 18.08.1944 |                                                    |
| Генерал-майор авиации            | Рубанов Степан Ульянович              | 19.08.1944 — 23.03.1945 | назначен командиром 8-го шак                       |
| Полковник                        | Кретов Николай Прокофьевич            | 24.03.1945 — 01.03.1946 | до расформирования дивизии                         |

## В составе объединений
| Дата          | Фронт (округ)                                | Армия                | Корпус                           | Примечания   |
| ------------- | -------------------------------------------- | -------------------- | -------------------------------- | ------------ |
| 08.05.1942 г. | Западный фронт                               | 1-я воздушная армия  | -                                | -            |
| 25.10.1942 г. | Резерв ВГК                                   | -                    | -                                | -            |
| 01.11.1942 г. | Резерв ВГК                                   | -                    | 2-й смешанный авиационный корпус | -            |
| 20.11.1942 г. | Южный фронт                                  | 8-я воздушная армия  | 2-й смешанный авиационный корпус | аэр. Ленинск |
| 17.04.1943 г. | Северо-Кавказский фронт                      | 5-я воздушная армия  | 2-й смешанный авиационный корпус | -            |
| 24.04.1943 г. | Северо-Кавказский фронт                      | 4-я воздушная армия  | 2-й смешанный авиационный корпус | -            |
| 01.07.1943 г. | Степной фронт                                | 5-я воздушная армия  | 2-й смешанный авиационный корпус | -            |
| 18.07.1943 г. | Воронежский фронт                            | 5-я воздушная армия  | 2-й смешанный авиационный корпус | -            |
| 21.07.1943 г. | Северо-Кавказский фронт                      | 4-я воздушная армия  | -                                | -            |
| 01.01.1944 г. | Приморская армия                             | 4-я воздушная армия  | -                                | -            |
| 01.05.1944 г. | 4-й Украинский фронт                         | 8-я воздушная армия  | -                                | -            |
| 16.05.1944 г. | Резерв ВГК                                   | 8-я воздушная армия  | -                                | -            |
| 28.05.1944 г. | Резерв ВГК                                   | 8-я воздушная армия  | 1-й смешанный авиационный корпус | -            |
| 01.06.1944 г. | Приморская армия                             | ВВС Приморской армии | 1-й смешанный авиационный корпус | -            |
| 04.07.1944 г. | 2-й Прибалтийский фронт                      | 15-я воздушная армия | -                                | -            |
| 01.04.1945 г. | Ленинградский фронт Курляндская группа войск | 15-я воздушная армия | -                                | -            |
| 09.05.1945 г. | Ленинградский фронт Курляндская группа войск | 15-я воздушная армия | -                                | -            |
| 09.07.1945 г. | Прибалтийский военный округ                  | 15-я воздушная армия | -                                | -            |
| 01.03.1946 г. | Прибалтийский военный округ                  | 15-я воздушная армия | -                                | -            |

## Части и отдельные подразделения дивизии
За весь период своего существования боевой состав дивизии не претерпевал изменения:
| Период                  | Наименование                          | Вооружение                                                      |
| ----------------------- | ------------------------------------- | --------------------------------------------------------------- |
| 08.05.1942 — 25.10.1942 | 237-й штурмовой авиационный полк      | Ил-2, убыл в ВВС ПриВО                                          |
| 08.05.1942 — 25.10.1942 | 606-й штурмовой авиационный полк      | Ил-2, убыл в ВВС ПриВО                                          |
| 20.06.1942 — 12.09.1942 | 593-й штурмовой авиационный полк      | Ил-2, убыл в состав 231-й шад                                   |
| 20.06.1942 — 25.10.1942 | 594-й штурмовой авиационный полк      | Ил-2, убыл в ВВС ПриВО                                          |
| 12.08.1942 — 25.10.1942 | 299-й штурмовой авиационный полк      | Ил-2, убыл в ВВС ПриВО                                          |
| 01.11.1942 — 01.03.1946 | 190-й штурмовой авиационный полк      | Ил-2, вошел в состав 05.11.1942                                 |
| 01.11.1942 — 11.11.1943 | 618-й штурмовой авиационный полк      | Ил-2, вошел в состав 07.11.1942, убыл 11.11.1943 г. в ВВС ПриВО |
| 01.11.1942 — 01.03.1946 | 622-й штурмовой авиационный полк      | Ил-2, вошел в состав 07.11.1942                                 |
| 27.04.1943 — 01.03.1946 | 502-й штурмовой авиационный полк      | Ил-2                                                            |
| 18.09.1943 — 11.05.1944 | 805-й истребительный авиационный полк | ЛаГГ-3, передан в 129-ю иад                                     |
| 13.10.1942 — 29.10.1942 | 91-й истребительный авиационный полк  | Як-1, убыл в 20-й зиап                                          |
| 08.05.1942 — 01.04.1946 | 81-я отдельная рота связи             |                                                                 |

### Боевой состав на 9 мая 1945 года
| Наименование                     | Вооружение               |
| -------------------------------- | ------------------------ |
| 190-й штурмовой авиационный полк | Ил-2, Тиркшляй (Литва)   |
| 502-й штурмовой авиационный полк | Ил-2, Тиркшляй (Литва)   |
| 622-й штурмовой авиационный полк | Ил-2, Шеркшненяй (Литва) |
| 81-я отдельная рота связи        |                          |

## Участие в операциях и битвах
- Ржевско-Сычёвская операция — с 30 июля по 23 августа 1942 года.
- Сталинградская битва:
  - Операция «Уран» — с 19 ноября 1942 года по 2 февраля 1943 года.
  - Котельниковская наступательная операция — с 12 по 24 декабря 1942 года.
- Ростовская операция — с 1 января по 18 февраля 1943 года.
- Ворошиловградская операция — с 29 января по 18 февраля 1943 года.
- Битва за Кавказ:
  - Воздушное сражение на Кубани — с 17 апреля по 7 июня 1943 года.
  - Новороссийско-Таманская стратегическая наступательная операция — с 10 сентября по 9 октября 1943 года.
- Керченско-Эльтигенская десантная операция — с 31 октября по 11 декабря 1943 года.
- Крымская операция — с 8 апреля по 12 мая 1944 года.
- Режицко-Двинская операция — с 10 по 27 июля 1944 года.
- Прибалтийская операция:
  - Рижская операция — с 14 сентября по 22 октября 1944 года.
- Блокада и ликвидация Курляндской группировки — с 16 октября 1944 года по 9 мая 1945 года.

## Почётные наименования
- 214-й штурмовой авиационной дивизии за отличие в боях при прорыве сильно укрепленной обороны противника на Керченском полуострове и овладении городом и крепостью Керчь — важным опорным пунктом обороны немцев на восточном побережье Крыма Приказом НКО от 24 апреля 1944 года присвоено почётное наименование «Керченская»[12].
- 190-му штурмовому авиационному полку за отличие в боях при овладении городами Даугавпилс (Двинск) и Резекне (Режица) — важными железнодорожными узлами и мощными опорными пунктами обороны немцев на рижском направлении Приказом НКО от 9 августа 1944 года на основании Приказа ВГК № 153 от 27 июля 1944 года присвоено почётное наименование «Двинский»[13].
- 502-му штурмовому авиационному полку за отличие в боях при завершении разгроме таманской группировки противника, ликвидации оперативно важного плацдарма немцев на Кубани, обеспечивавшего им оборону Крыма и возможность наступательных действий в сторону Кавказа, за отличие в боях за освобождение Таманского полуострова 9 октября 1943 года присвоено почётное наименование «Таманский»[14].
- 622-му штурмовому авиационному полку за отличие в боях при овладении штурмом крепостью и важнейшей военно-морской базой на Чёрном море городом Севастополь присвоено почётное наименование «Севастопольский»[15].

## Награды
- 622-й штурмовой авиационный полк за образцовое выполнение заданий командования в боях с немецкими захватчиками и проявленные при этом доблесть и мужество Указом Президиума Верховного Совета СССР от 2 августа 1944 года награждён орденом Красного Знамени[16].

## Благодарности Верховного Главнокомандующего
Воинам дивизии объявлены благодарности Верховного Главнокомандующего:
- За отличие в боях при овладении штурмом крепостью и важнейшей военно-морской базой на Чёрном море городом Севастополь[15].
- За отличие в боях при овладении городом и крупным железнодорожным узлом Идрица — важным опорным пунктом обороны немцев и занятии свыше 1000 других населенных пунктов, среди которых: Кудеверь, Духново, Юховичи, Россоны, Клястицы[17].
- За отличие в боях при овладении городами Даугавпилс (Двинск) и Резекне (Режица) — важными железнодорожными узлами и мощными опорными пунктами обороны немцев на рижском направлении[13].

## Отличившиеся воины дивизии
| - Абазовский Константин Антонович, лейтенант, командир звена 190-го штурмового авиационного полка 214-й штурмовой авиационной дивизии 15-й воздушной армии Указом Президиума Верховного Совета СССР от 26 октября 1944 года удостоен звания Герой Советского Союза. Золотая Звезда не вручена в связи с гибелью. - Бахтин Иван Павлович, подполковник, командир 190-го штурмового авиационного полка 214-й штурмовой авиационной дивизии 15-й воздушной армии Указом Президиума Верховного Совета СССР от 18 августа 1945 года удостоен звания Герой Советского Союза. Золотая Звезда № 8593. - Воробьёв Иван Григорьевич, капитан, заместитель командира эскадрильи 190-го штурмового авиационного полка 214-й штурмовой авиационной дивизии 15-й воздушной армии Указом Президиума Верховного Совета СССР от 26 октября 1944 года удостоен звания Герой Советского Союза. Золотая Звезда № 4515. - Воронов Виктор Фёдорович, майор, штурман 190-го штурмового авиационного полка 214-й штурмовой авиационной дивизии 4-й воздушной армии Указом Президиума Верховного Совета СССР от 24 августа 1943 года удостоен звания Герой Советского Союза. Золотая Звезда № 1010. - Гофман Генрих Борисович, старший лейтенант, заместитель командира эскадрильи 622-го штурмового авиационного полка 214-й штурмовой авиационной дивизии 15-й воздушной армии Указом Президиума Верховного Совета СССР от 26 октября 1944 года удостоен звания Герой Советского Союза. Золотая Звезда № 5270. - Гринько Иван Устинович, капитан, заместитель командира эскадрильи 190-го штурмового авиационного полка 214-й штурмовой авиационной дивизии 15-й воздушной армии Указом Президиума Верховного Совета СССР от 26 октября 1944 года удостоен звания Герой Советского Союза. Золотая Звезда № 5269. - Догаев Владимир Иванович, старший лейтенант, командир эскадрильи 622-го штурмового авиационного полка 214-й штурмовой авиационной дивизии 15-й воздушной армии Указом Президиума Верховного Совета СССР от 26 октября 1944 года удостоен звания Герой Советского Союза. Золотая Звезда № 5271. - Дубенко Александр Васильевич, старший лейтенант, командир эскадрильи 622-го штурмового авиационного полка 214-й штурмовой авиационной дивизии 15-й воздушной армии Указом Президиума Верховного Совета СССР от 26 октября 1944 года удостоен звания Герой Советского Союза. Золотая Звезда № 5272. - Емельянов Иван Алексеевич, майор, командир 622-го штурмового авиационного полка 241-й штурмовой авиационной дивизии 2-го смешанного авиационного корпуса 8-й воздушной армии Указом Президиума Верховного Совета СССР 24 августа 1943 года удостоен звания Герой Советского Союза. Золотая Звезда № 1009 - Золотухин Борис Александрович, командир эскадрильи 502-го штурмового авиаполка 214-й штурмовой авиадивизии 15-й воздушной армии 2-го Прибалтийского фронта Указом Президиума Верховного Совета СССР от 18 августа 1945 года удостоен звания Герой Советского Союза. Золотая Звезда № 4193. - Кирсанов Владимир Михайлович, старший лейтенант, командир звена 502-го штурмового авиационного полка 214-й штурмовой авиационной дивизии 15-й воздушной армии Указом Президиума Верховного Совета СССР от 18 августа 1945 года удостоен звания Герой Советского Союза. Золотая Звезда № 7946. - Колбеев Александр Никитич, майор, командир эскадрильи 190-го штурмового авиационного полка 214-й штурмовой авиационной дивизии 15-й воздушной армии Указом Президиума Верховного Совета СССР от 26 октября 1944 года удостоен звания Герой Советского Союза. Золотая Звезда № 5361. - Комендант Вадим Петрович, лейтенант, старший лётчик 502-го штурмового авиационного полка 214-й штурмовой авиационной дивизии 15-й воздушной армии Указом Президиума Верховного Совета СССР от 18 августа 1945 года удостоен звания Герой Советского Союза. Золотая Звезда № 8624. - Корнилов Михаил Дмитриевич, старший лейтенант, командир эскадрильи 502-го штурмового авиационного полка 214-й штурмовой авиационной дивизии 15-й воздушной армии Указом Президиума Верховного Совета СССР от 18 августа 1945 года удостоен звания Герой Советского Союза. Посмертно. - Кошуков Вениамин Борисович, лейтенант, заместитель командира эскадрильи 622-го штурмового авиационного полка 214-й штурмовой авиационной дивизии 4-й воздушной армии Указом Президиума Верховного Совета СССР от 13 апреля 1944 года удостоен звания Герой Советского Союза. Золотая Звезда № 3656. - Краснопёров Сергей Леонидович, младший лейтенант, командир звена 502-го штурмового авиационного полка 214-й штурмовой авиационной дивизии 4-й воздушной армии Указом Президиума Верховного Совета СССР от 4 февраля 1944 года удостоен звания Герой Советского Союза. Золотая Звезда № 3250. - Луговской Дмитрий Иванович, старший лейтенант, заместитель командира эскадрильи 502-го штурмового авиационного полка 214-й штурмовой авиационной дивизии 4-й воздушной армии Указом Президиума Верховного Совета СССР от 13 апреля 1944 года удостоен звания Герой Советского Союза. Золотая Звезда № 3657. - Опалёв Владимир Никифорович, старший лейтенант, командир эскадрильи 622-го штурмового авиационного полка 214-й штурмовой авиационной дивизии 2-го Смешанного Авиационного Корпуса 8-й воздушной армии Указом Президиума Верховного Совета СССР от 13 апреля 1944 года удостоен звания Герой Советского Союза. Золотая Звезда № 3174. - Рощин Лев Михайлович, старший лейтенант, командир эскадрильи 190-го штурмового авиационного полка 214-й штурмовой авиационной дивизии 15-й воздушной армии Указом Президиума Верховного Совета СССР от 26 октября 1944 года удостоен звания Герой Советского Союза. Золотая Звезда № 5273. - Рябов Константин Андреевич, старший лейтенант, заместитель командира эскадрильи 190-го штурмового авиационного полка 214-й штурмовой авиационной дивизии 15-й воздушной армии Указом Президиума Верховного Совета СССР от 26 октября 1944 года удостоен звания Герой Советского Союза. Золотая Звезда № 5354. - Тавадзе Давид Элизбарович, капитан, командир эскадрильи 190-го штурмового авиационного полка 214-й штурмовой авиационной дивизии 8-й воздушной армии Указом Президиума Верховного Совета СССР от 19 августа 1944 года удостоен звания Герой Советского Союза. Золотая Звезда № 5378. - Тюков Владимир Михайлович, старший лейтенант, заместитель командира эскадрильи 502-го штурмового авиационного полка 214-й штурмовой авиационной дивизии 4-й воздушной армии Указом Президиума Верховного Совета СССР от 13 апреля 1944 года удостоен звания Герой Советского Союза. Золотая Звезда не вручена в связи с гибелью. - Чалов Егор Михайлович, старший лейтенант, заместитель командира эскадрильи 622-го штурмового авиационного полка 214-й штурмовой авиационной дивизии 15-й воздушной армии Указом Президиума Верховного Совета СССР от 18 августа 1945 года удостоен звания Герой Советского Союза. Золотая Звезда № 4194. - Шаров Алексей Михайлович, лейтенант, командир звена 190-го штурмового авиационного полка 214-й штурмовой авиационной дивизии 15-й воздушной армии Указом Президиума Верховного Совета СССР от 18 августа 1945 года удостоен звания Герой Советского Союза. - Шибаев Алексей Васильевич, майор, помощник по воздушно-стрелковой службе командира 622-го штурмового авиационного полка 214-й штурмовой авиационной дивизии 15-й воздушной армии Указом Президиума Верховного Совета СССР от 18 августа 1945 года удостоен звания Герой Советского Союза. - Юхотников Николай Александрович, майор, штурман 214-й штурмовой авиационной дивизии 214-й штурмовой авиационной дивизии 15-й воздушной армии Указом Президиума Верховного Совета СССР от 18 августа 1945 года удостоен звания Герой Советского Союза. Золотая Звезда № 4192. |

## Базирование
| Период               | Место базирования |
| -------------------- | ----------------- |
| 06.1945 — 01.03.1946 | Лиелварде, Латвия |